# Gwijde II van Namen
Gwijde II van Namen (ca. 1312 - Saint-Venant, 12 maart 1336) was markgraaf van Namen van 1335 tot 1336. Hij was de tweede zoon van Jan I van Namen, markgraaf van Namen, en Maria van Artesië.
Hij nam in 1332  deel aan de oorlog die Lodewijk I, graaf van Vlaanderen, had verklaard aan Jan III, hertog van Brabant, omwille van diens aanspraken op de heerlijkheid Mechelen. Hij volgde op 2 april 1335 zijn ongehuwde, overleden broer Jan II van Namen op en erkende in ruil voor een pensioen Eduard III, koning van Engeland, als zijn leenheer. Hij nam met deze deel aan een campagne tegen Schotland. Tijdens de terugtocht werd de achterhoede, waarin zich ook Gwijde bevond, door Schotse troepen bij Boroughmuir  verrast en Gwijde zou enige tijd in gevangenschap verblijven. Na zijn vrijlating, op zijn terugreis naar Namen, stopte hij onderweg in Vlaanderen om deel te nemen aan een toernooi te Saint-Venant. Hij werd tijdens een steekspel gedood. Zijn jongere broer, Filips III van Namen, zou hem opvolgen.

## Voorouders
| Voorouders van Gwijde II van Namen (1312-1336) | Voorouders van Gwijde II van Namen (1312-1336)                                      | Voorouders van Gwijde II van Namen (1312-1336)                                      | Voorouders van Gwijde II van Namen (1312-1336)                              | Voorouders van Gwijde II van Namen (1312-1336)                              | Voorouders van Gwijde II van Namen (1312-1336)                            | Voorouders van Gwijde II van Namen (1312-1336)                            | Voorouders van Gwijde II van Namen (1312-1336)                          | Voorouders van Gwijde II van Namen (1312-1336)                          |
| ---------------------------------------------- | ----------------------------------------------------------------------------------- | ----------------------------------------------------------------------------------- | --------------------------------------------------------------------------- | --------------------------------------------------------------------------- | ------------------------------------------------------------------------- | ------------------------------------------------------------------------- | ----------------------------------------------------------------------- | ----------------------------------------------------------------------- |
| Overgrootouders                                | Willem II van Dampierre (1196-1231) ∞ 1223 Margaretha II van Vlaanderen (1202-1280) | Willem II van Dampierre (1196-1231) ∞ 1223 Margaretha II van Vlaanderen (1202-1280) | Hendrik V van Luxemburg (1216-1281 ∞ 1240 Margaretha van Bar (1220-1275)    | Hendrik V van Luxemburg (1216-1281 ∞ 1240 Margaretha van Bar (1220-1275)    | Robert II van Artesië (1250-1302) ∞ 1262 Amicia van Courtenay (1250-1275) | Robert II van Artesië (1250-1302) ∞ 1262 Amicia van Courtenay (1250-1275) | Jan II van Bretagne (1239-1305) ∞ 1260 Beatrix van Engeland (1142-1275) | Jan II van Bretagne (1239-1305) ∞ 1260 Beatrix van Engeland (1142-1275) |
| Grootouders                                    | Gwijde van Dampierre (±1226-1305) ∞ 1265 Isabella van Luxemburg (1247-1289)         | Gwijde van Dampierre (±1226-1305) ∞ 1265 Isabella van Luxemburg (1247-1289)         | Gwijde van Dampierre (±1226-1305) ∞ 1265 Isabella van Luxemburg (1247-1289) | Gwijde van Dampierre (±1226-1305) ∞ 1265 Isabella van Luxemburg (1247-1289) | Filips van Artesië (1269-1298) ∞ Blanche van Dreux (1270-1327)            | Filips van Artesië (1269-1298) ∞ Blanche van Dreux (1270-1327)            | Filips van Artesië (1269-1298) ∞ Blanche van Dreux (1270-1327)          | Filips van Artesië (1269-1298) ∞ Blanche van Dreux (1270-1327)          |
| Ouders                                         | Jan I van Namen (1267–1330) ∞ 1309 Maria van Artesië (1291-1365)                    | Jan I van Namen (1267–1330) ∞ 1309 Maria van Artesië (1291-1365)                    | Jan I van Namen (1267–1330) ∞ 1309 Maria van Artesië (1291-1365)            | Jan I van Namen (1267–1330) ∞ 1309 Maria van Artesië (1291-1365)            | Jan I van Namen (1267–1330) ∞ 1309 Maria van Artesië (1291-1365)          | Jan I van Namen (1267–1330) ∞ 1309 Maria van Artesië (1291-1365)          | Jan I van Namen (1267–1330) ∞ 1309 Maria van Artesië (1291-1365)        | Jan I van Namen (1267–1330) ∞ 1309 Maria van Artesië (1291-1365)        |